# San Pietro di Montefiore
San Pietro di Montefiore è un dipinto a tempera e oro su tavola (31,8x23,2 cm) di Carlo Crivelli, databile al 1471 circa e conservato nel Detroit Institute of Arts. Si tratta di uno scomparto della predella dello smembrato Polittico di Montefiore dell'Aso.

## Storia
Il polittico, già nella chiesa di San Francesco a Montefiore dell'Aso, venne smembrato nell'Ottocento e, ad eccezione degli scomparti rimasti a Montefiore (il cosiddetto Trittico di Montefiore), passò per l'antiquario romano Vallati nel 1858, prendendo poi varie strade. Il San Pietro finì in Inghilterra, dove passò per le collezioni di H. Cornwall Leigh (Knutsford, Cheshire) e agli antiquari londinesi Langton Douglas e Colnaghi, prima di approdare al museo nel 1936.
Di questa figura esiste un disegno, da alcuni storici giudicato autografo e forse preparatorio, nel Fogg Art Museum di Cambridge (Massachusetts).

## Descrizione e stile
Come in altri pannelli di predella realizzati da Crivelli, il santo, riconoscibile dall'attributo delle chiavi e dall'aspetto canuto e dalla barba corta, mostra una posa irrequieta, che ha il fulcro nelle mani e nel volto. L'apostolo sembra sporgersi fuori dallo spazio della tavola per sbirciare qualcosa che accade in un pannello più a destra. A differenza di altri apostoli della serie, Pietro appare sereno e la sua fisionomia non è caricata da forzature espressive.